# 1810 w sztukach plastycznych
Wydarzenia w sztukach plastycznych i wizualnych w 1810 roku.

## Malarstwo

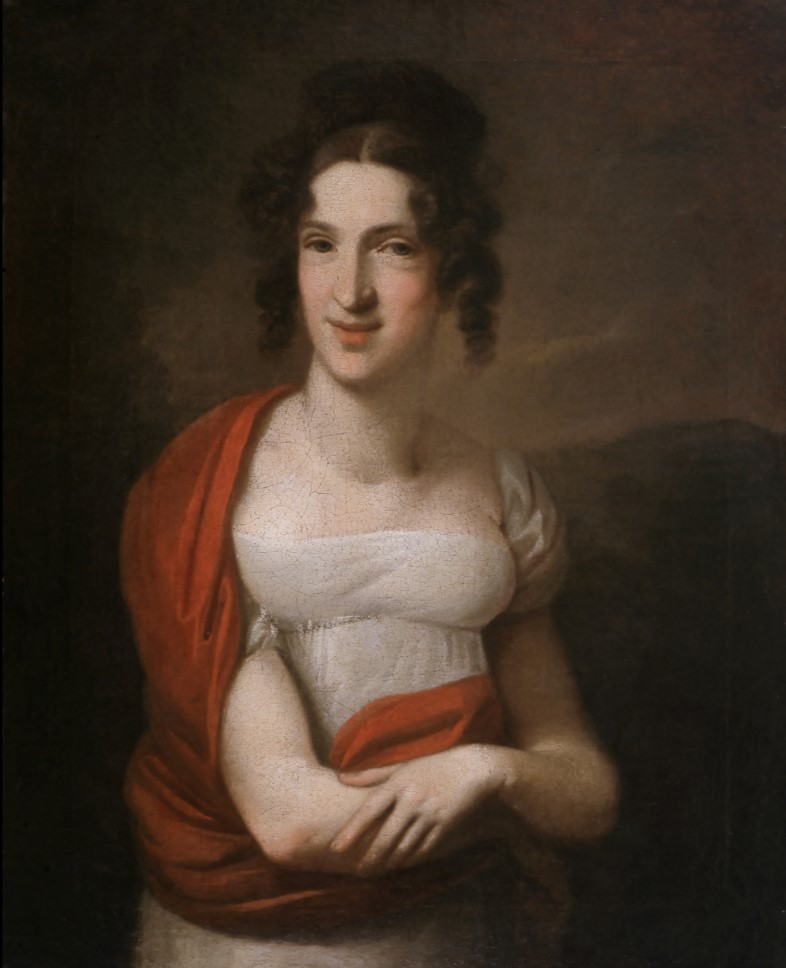
Kazimierz Wojniakowski, Portret damy w empirowej sukni

- Kazimierz Wojniakowski

Portret damy w empirowej sukni (ok. 1810) – olej na płótnie, 78,5×63,5 cm

## Urodzeni
- Marie von Augustin (zm. 1886), austriacka malarka
- Miklós Barabás (zm. 1898), węgierski malarz
- Jakob Becker (zm. 1872), niemiecki malarz, rytownik i litograf
- Georg Bottmann (zm. 1891), niemiecki malarz, portrecista
- Auguste Bouquet (zm. 1846), francuski malarz, karykaturzysta
- Pierre-Nicolas Brisset (zm. 1890), francuski malarz, litograf
- Alexandre Calame (zm. 1864), szwajcarski malarz
- Vincent Courdouan (zm. 1893), francuski malarz
- Alfred de Dreux (zm. 1860), francuski malarz, portrecista
- Grigorij Gagarin (zm. 1893), rosyjski malarz, architekt
- Louis Gallait (zm. 1887), belgijski malarz i rysownik
- Jacques Guiaud (zm. 1876), francuski malarz
- Johann Peter Hasenclever (zm. 1853), niemiecki malarz
- Rudolf Jordan (zm. 1887), niemiecki malarz
- Paul Kane (zm. 1871), kanadyjski malarz
- Conrad Kreuzer (zm. 1861), austriacki malarz
- Pierre-Victorien Lottin (zm. 1903), francuski malarz, archeolog
- Wilhelm Marstrand (zm. 1873), duński malarz
- Alfred Jacob Miller (zm. 1874), amerykański malarz
- Léon Morel-Fatio (zm. 1871), francuski malarz, polityk
- Alexandre Mauvernay (zm. 1898), francuski witrażysta
- Jules Noël (zm. 1881), francuski malarz
- Ferdinand Charles de Pape (zm. 1885), belgijski malarz
- Alexandre Louis Patry (zm. 1879), francuski malarz, portrecista
- Jules Quantin (zm. 1884), francuski malarz
- Antoine Rivoulon (zm. 1864), francuski malarz
- Camille Rogier (zm. 1896), francuski malarz, ilustrator
- Amaranthe Roulliet (zm. 1888), francuski malarz, pejzażysta
- Heinrich von Rustige (zm. 1900), niemiecki malarz
- Friedrich Wilhelm Schoen (zm. 1868), niemiecki malarz, litograf
- Edward von Steinle (zm. 1886), austriacki malarz
- Constant Troyon (zm. 1865), francuski malarz, pejzażysta
- Giovanni Antonio Vanoni (zm. 1886), szwajcarski malarz
- Adolph Wegelin (zm. 1881), niemiecki malarz
- Anton Zwengauer (ur. 1884), niemiecki malarz

## Zmarli
- Pierre Cacault (ur. 1744), francuski malarz i kolekcjoner sztuki
- Bernardino Castelli (ur. 1750), włoski malarz
- Antoine-Denis Chaudet (ur. 1763), francuski rzeźbiarz i malarz
- Hendrik de Cort (ur. 1742), flamandzki malarz, pejzażysta
- Alessandro D'Anna (ur. 1746), włoski malarz i dekorator
- Joseph Dreppe (ur. 1737), belgijski malarz i grafik
- John Hoppner (ur. 1758), brytyjski malarz
- Ozias Humphry (ur. 1742), brytyjski malarz i miniaturzysta
- Antonio Manno (ur. 1739), włoski malarz
- John Francis Rigaud (ur. 1742), angielski malarz, portrecista
- Philipp Otto Runge (ur. 1777), niemiecki malarz i rysownik
- Giuseppe Troni (ur. 1739), włoski malarz, portrecista
- Johann Zoffany (ur. 1733), niemiecki malarz